# Unteressendorf
Unteressendorf ist ein Ortsteil von Hochdorf, einer Gemeinde im Landkreis Biberach in Oberschwaben (Baden-Württemberg).

## Lage
Unteressendorf liegt an der Bundesstraße 30, westlich von Eberhardszell, südlich von Hochdorf und Biberach (jeweils an der B 30) sowie nördlich von Oberessendorf und Bad Waldsee (ebenfalls an der B 30). Die Landesstraße 306 zweigt im Ort von der B 30 in nordwestlicher Richtung nach Ingoldingen ab.
Der Ort liegt, mit Ausnahme einer einzelnen Scheune, westlich der Bundesstraße 30.

## Verkehr

### Straße
Die Verkehrsanbindung Unteressendorfs ist durch die direkte Lage an der Bundesstraße 30 (B 30) sehr gut. Etwa 1,5 Kilometer südlich besteht die Möglichkeit, von der B 30 auf die Bundesstraße 465 (B 465) in östlicher Richtung zu wechseln. Durch diese Anbindung an die Bundesstraßen sind der Flughafen Friedrichshafen und der Flughafen Memmingen gut erreichbar.

### Bahnverkehr
Der Bahnhof von Unteressendorf liegt etwas nordwestlich des Ortes, wird jedoch nicht mehr regulär bedient.

### Radverkehr
Durch das Radnetz BW ist Unteressendorf an das Alltagsradnetz von Baden-Württemberg angebunden. Dieses verläuft in südlicher Richtung nach Bad Waldsee und in nördlicher Richtung nach Biberach.

## Geschichte
- 797/817: Erste Erwähnung als „Essindorf“ (abgeleitet vom Personennamen Esso).[5]
- 817: Erstmals Erwähnung von „beiden Essendorf“.
- 1239–1570: Niederadel von Essendorf urkundlich erwähnt als Unteressendorf[5]
- 1331: Mit der Herrschaft Waldsee an Österreich.
- 1386: Mit der Herrschaft Waldsee an die Truchsessen von Waldburg.
- 1454: Mannserbliche Inhabung durch die Truchsessen von Waldburg.
- 1806: Unter württembergische Staatshoheit.
- Bis 1824: Unterstand der Ort dem Gericht Essendorf mit Sitz in Oberessendorf.
- 1938: Eingliederung in den Landkreis Biberach.[6]

## Belege
1. ↑  Gemeinde Hochdorf. Abgerufen am 21. April 2025.
2. ↑  Karte: Digitale Topographische Karte - Daten- und Kartendienst der LUBW. Abgerufen am 21. April 2025.
3. ↑  Buchung. Abgerufen am 21. April 2025.
4. ↑  Radroutenplaner Baden-Württemberg. Abgerufen am 21. April 2025.
5. 1 2  Gemeinde Hochdorf. Abgerufen am 21. April 2025.
6. ↑  Unteressendorf - Altgemeinde~Teilort - Detailseite - LEO-BW. Abgerufen am 21. April 2025.